# Чемпионат мира по футболу 1978 (отборочный турнир)
107 стран мира подали заявки на участие в отборочном турнире чемпионата мира по футболу 1978 года, претендуя на 16 мест в финальном турнире.  Аргентина (хозяйка чемпионата) и  ФРГ (чемпион мира) получили путёвки автоматически, а остальные 14 путёвок были разыграны в отборочном турнире.
16 путёвок в финальный турнир были распределены между континентальными зонами:
- Европа (УЕФА): 9,5 мест, 1 из которых автоматически получила  ФРГ (чемпион мира), а остальные 8,5 места были разыграны между 31 страной. Обладатель 0,5 путёвки получал право на участие в стыковом матче (против страны КОНМЕБОЛ).
- Южная Америка (КОНМЕБОЛ): 3,5 места, 1 из которых автоматически получила  Аргентина (хозяйка чемпионата), а остальные 2,5 места были разыграны между 9 странами. Обладатель 0,5 путёвки получал право на участие в стыковом матче (против страны УЕФА).
- Северная, Центральная Америка и Карибы (КОНКАКАФ): 1 место, разыгранное между 17 странами.
- Африка (КАФ): 1 место, разыгранное между 26 странами.
- Азия (АФК) и Океания (ОФК): 1 место, разыгранное между 22 странами.

В отборочном турнире играли 95 стран, сыграв 252 матча и забив 723 мяча (в среднем 2,87 мяча за матч).

## Континентальные зоны
Подробности (даты и результаты матчей, а также турнирные таблицы) приведены в следующих статьях:
- Европа (УЕФА)

Группа 1 —  Польша получила путёвку.
Группа 2 —  Италия получила путёвку.
Группа 3 —  Австрия получила путёвку.
Группа 4 —  Нидерланды получили путёвку.
Группа 5 —  Франция получила путёвку.
Группа 6 —  Швеция получила путёвку.
Группа 7 —  Шотландия получила путёвку.
Группа 8 —  Испания получила путёвку.
Группа 9 —  Венгрия попала в стыковой матч УЕФА/КОНМЕБОЛ.
- Южная Америка (КОНМЕБОЛ)

Группа 1 —  Бразилия получила путёвку.
Группа 2 —  Перу получила путёвку.
Группа 3 —  Боливия попала в стыковой матч УЕФА/КОНМЕБОЛ.
- Северная Америка (КОНКАКАФ)

 Мексика получила путёвку.
- Африка (КАФ)

 Тунис получил путёвку.
- Азия (АФК) и Океания (ОФК)

 Иран получил путёвку.

## Стыковые матчи
Страны играли два матча (дома и в гостях). Победитель получал путёвку.

### УЕФА/КОНМЕБОЛ
29/10/1977, Будапешт, Венгрия —  Венгрия 6 — 0  Боливия
30/11/1977, Ла-Пас, Боливия —  Боливия 2 — 3  Венгрия
 Венгрия получила путёвку по сумме двух матчей   9-2.

## Страны-финалисты
| Страна         | Финалов | Подряд | Последний финал |
| -------------- | ------- | ------ | --------------- |
| Аргентина (ХЧ) | 7th     | 2      | 1974            |
| Австрия        | 4th     | 1      | 1958            |
| Бразилия       | 11th    | 11     | 1974            |
| Франция        | 7th     | 1      | 1966            |
| Венгрия        | 7th     | 1      | 1966            |
| Иран           | 1st     | 1      | -               |
| Италия         | 9th     | 5      | 1974            |
| Мексика        | 8th     | 1      | 1970            |
| Нидерланды     | 4th     | 2      | 1974            |
| Перу           | 3rd     | 1      | 1970            |
| Польша         | 3rd     | 2      | 1974            |
| Шотландия      | 4th     | 2      | 1974            |
| Испания        | 5th     | 1      | 1966            |
| Швеция         | 7th     | 3      | 1974            |
| Тунис          | 1st     | 1      | -               |
| ФРГ (ЧМ)       | 9th     | 7      | 1974            |

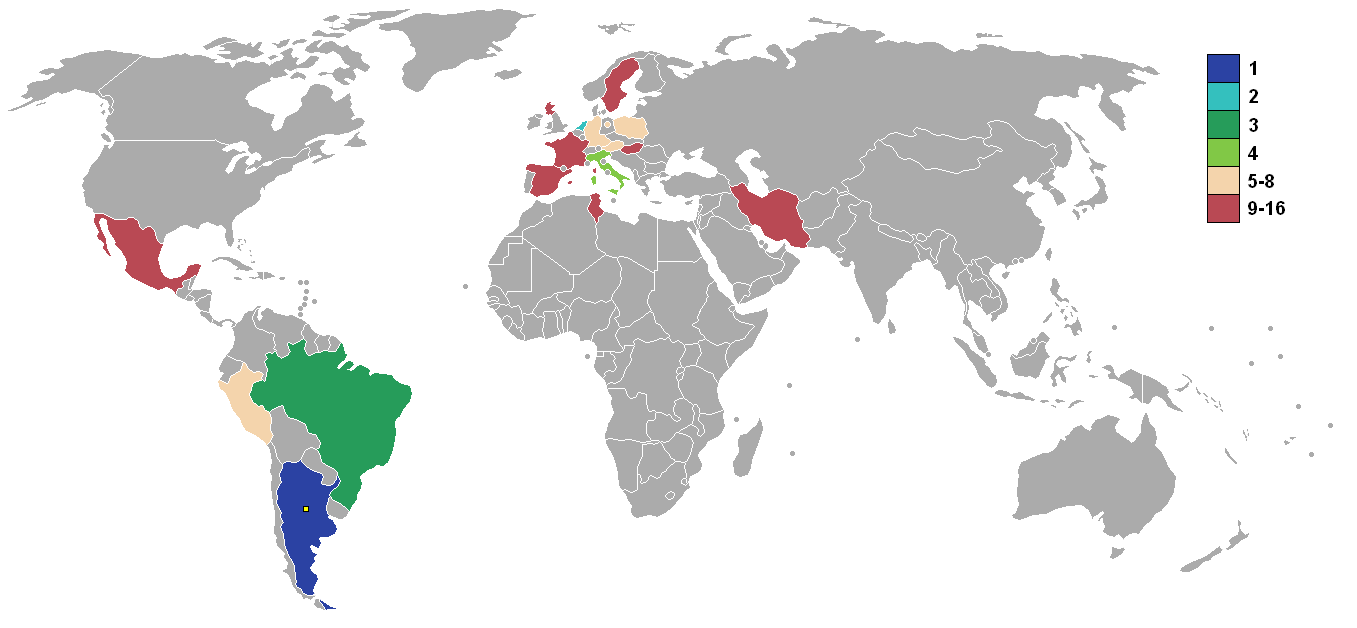
Страны-финалисты

(ХЧ) — получила путёвку автоматически, как хозяйка чемпионата.
(ЧМ) — получила путёвку автоматически, как чемпион мира.